# Azteca aurita
Azteca aurita är en myrart som beskrevs av Carlo Emery 1893. Azteca aurita ingår i släktet Azteca och familjen myror.

## Underarter
Arten delas in i följande underarter:
- A. a. aurita
- A. a. silvae